# Romanove Selo, Zbaraj
Romanove Selo (în ucraineană Романове Село) este o comună în raionul Zbaraj, regiunea Ternopil, Ucraina, formată numai din satul de reședință.

## Demografie
Componența lingvistică a comunei Romanove Selo
     Ucraineană (99,1%)
     Alte limbi (0,9%)
Conform recensământului din 2001, majoritatea populației comunei Romanove Selo era vorbitoare de ucraineană (99,1%), existând în minoritate și vorbitori de alte limbi.